# Bộ ứng dụng tích hợp
Bộ ứng dụng tích hợp (Intergrated suit) là một nhóm các chương trình đóng gói chung để bán (bundle). Mua một bộ ứng dụng thường hiệu quả hơn về chi phí so với mua các sản phẩm riêng lẻ. Ví dụ, bộ ứng dụng văn phòng như Microsoft Office, Open Office hoặc Googledocs... bao gồm các chương trình xử lý văn bản, bản tính, trình chiếu... có thể có đồ họa nữa, thường được tích hợp với nhau hoặc tương thích với nhau, để dữ liệu chương trình này có thể dùng được ở chương trình khác mà không có gì khó khăn.
Bạn cũng có thể truy cập các phiên bản net của các bộ ứng dụng tích hợp bằng cách sử dụng trình duyệt web, đăng nhập bằng ID và mật khẩu hợp lệ. Các chương trình trong bộ ứng dụng sẵn có đều khả dụng dù bạn có sử dụng chúng hay không và có thể đề cập đến ứng dụng web.